# Hassan Whiteside
Pour les articles homonymes, voir Whiteside.
Hassan Whiteside, né le 13 juin 1989 à Gastonia en Caroline du Nord aux États-Unis, est un joueur américain de basket-ball. Il évolue au poste de pivot.

## Carrière
Le 24 juin 2010, Whiteside est drafté à la 33e position du second tour de la Draft 2010 de la NBA par les Kings de Sacramento. Le 19 juillet, il signe un contrat de quatre ans et 3,8 millions de dollars avec les Kings. Les deux premières années du contrat sont garanties pour 1,76 million de dollars.
Le 29 novembre 2010, il est envoyé chez les Bighorns de Reno, l'équipe de D-League affiliée aux Kings. Le 9 janvier 2011, il est rappelé dans l'effectif des Kings.
Le 5 mars 2011, Whiteside, souffrant d'une déchirure à son tendon du genou gauche, doit subir une opération chirurgicale. Il doit manquer le reste de la saison. Il n'a participé qu'à un seul match avec les Kings durant sa première saison.
En janvier 2012, il est envoyé une nouvelle fois chez les Bighorns de Reno en D-League. Le 4 février, il est rappelé pour la seconde fois dans l'effectif des Kings.
Le 16 juillet 2012, Whiteside est libéré par les Kings.
Le 14 décembre 2012, il rejoint le Skyforce de Sioux Falls en D-League. Le 4 janvier 2013, il est transféré aux Vipers de Rio Grande Valley en échange de Damian Saunders. Après la saison en D-League, il rejoint l'Amchit Club au Liban.
Le 26 mai 2013, il rejoint les Sichuan Blue Whales en Chine, en NBL. Il dispute 27 rencontres et termine avec des moyennes de 25,7 points (à 56,4 % aux tirs), 16,6 rebonds, 5,1 contres et 1,4 interception par match. Il est nommé défenseur de l'année, pivot de l'année et est nommé dans le meilleur cinq majeur du championnat. Les Blue Whales terminent les playoffs invaincus et remportent le titre de champion NBL 2012-2013. Whiteside est nommé MVP des Finales.
En novembre 2013, il retourne au Liban et rejoint le club d'Al-Mouttahed, basé à Tripoli. En avril 2014, il est remercié par le club libanais. Le mois suivant, il rejoint le Jiangsu Tongxi en Chine. En juin 2014, après 17 matchs à 29,6 points de moyenne par match, il quitte le club chinois.
Le 25 septembre 2014, il signe avec les Grizzlies de Memphis. Cependant, il est coupé par les Grizzlies le 22 octobre 2014. Le 30 octobre, il rejoint les Vipers de Rio Grande Valley. Deux jours plus tard, ses droits sont transférés à l'Energy de l'Iowa. Le 14 novembre, il rejoint officiellement l'équipe de l'Energy de l'Iowa. Le 19 novembre, il resigne avec les Grizzlies. Mais, il est coupé le lendemain. Le 22 novembre, il rejoint Iowa.

### Heat de Miami (novembre 2014-juillet 2019)
Le 24 novembre 2014, le Heat de Miami coupe Shannon Brown et décide de signer Whiteside. 
Le 13 décembre 2014 il est envoyé chez le Skyforce de Sioux Falls (D-League)  mais il est rappelé deux jours plus tard. Le 4 janvier, il réalise son premier double-double avec 11 points, 10 rebonds et 5 contres dans un match remporté par le Heat contre les Nets de Brooklyn (88-84).
Le 11 janvier 2015 dans une victoire contre les Clippers de Los Angeles il marque 23 points (10/13 au tir), capte 16 rebonds, fait 2 interceptions et 2 contres.
Le 25 janvier 2015, dans une victoire contre les Bulls de Chicago il réalise son premier triple-double en marquant 14 points, prenant 13 rebonds et surtout effectuant 12 contres (nouveau record de la franchise du Heat en ce qui concerne le nombre de contres en un match). C'est le premier joueur depuis Manute Bol à contrer au moins douze ballons en 25 minutes ou moins ; Bol a contré treize ballons en 23 minutes. Le 4 février 2015, il bat son record de points en carrière avec 24 unités en tirant à 12 sur 13 aux tirs, auxquelles il ajoute vingt rebonds lors de la défaite des siens 101 à 102 contre les Timberwolves du Minnesota. Sa réussite à 90 % et son double double-double (au moins 20 points et 20 rebonds) font de lui le quatrième joueur de l'histoire de la NBA à réaliser cette performance. Il est le septième joueur de l'histoire du Heat à réaliser un double double-double.
En été 2016 alors qu'il est courtisé par les Mavericks de Dallas, il décide finalement de prolonger au Heat pour 98 millions sur 4 ans.

### Trail Blazers de Portland (2019-2020)
Le 1er juillet 2019, il est envoyé aux Trail Blazers de Portland en échange de Maurice Harkless et de Meyers Leonard. Il réussit à être le meilleur contreur de la NBA lors de la saison 2019-2020.

### Retour aux Kings de Sacramento (2020-2021)
Agent libre, il signe pour un an avec les Kings de Sacramento.

### Jazz de l'Utah (2021-2022)
Il s'engage avec le Jazz de l'Utah à l'été 2021.

## Statistiques en carrière

### Universitaires
| Saison    | Équipe   | Matchs | Titul. | Min./m | % Tir | % 3pts | % LF | Rbds/m. | Pass/m. | Int/m. | Ctr/m. | Pts/m. |
| --------- | -------- | ------ | ------ | ------ | ----- | ------ | ---- | ------- | ------- | ------ | ------ | ------ |
| 2009-2010 | Marshall | 34     | 23     | 26,1   | 52,4  | 60,0   | 58,8 | 8,90    | 0,30    | 0,60   | 5,40   | 13,10  |
| Total     | Total    | 34     | 23     | 26,1   | 52,4  | 60,0   | 58,8 | 8,90    | 0,30    | 0,60   | 5,40   | 13,10  |

### Professionnelles

#### Saison régulière
Légende :
| Leader de la ligue |

| Saison    | Équipe     | Matchs | Titul. | Min./m | % Tir | % 3pts | % LF | Rbds/m. | Pass/m. | Int/m. | Ctr/m. | Pts/m. |
| --------- | ---------- | ------ | ------ | ------ | ----- | ------ | ---- | ------- | ------- | ------ | ------ | ------ |
| 2010-2011 | Sacramento | 1      | 0      | 2,0    | –     | –      | –    | 0,00    | 0,00    | 0,00   | 0,00   | 0,00   |
| 2011-2012 | Sacramento | 18     | 0      | 6,1    | 44,4  | –      | 41,7 | 2,20    | 0,00    | 0,20   | 0,80   | 1,60   |
| 2014-2015 | Miami      | 48     | 32     | 23,8   | 62,8  | –      | 50,0 | 10,00   | 0,10    | 0,60   | 2,60   | 11,80  |
| 2015-2016 | Miami      | 73     | 43     | 29,1   | 60,6  | –      | 65,0 | 11,80   | 0,40    | 0,60   | 3,70   | 14,20  |
| 2016-2017 | Miami      | 77     | 77     | 32,6   | 55,7  | –      | 62,8 | 14,10   | 0,70    | 0,70   | 2,10   | 17,00  |
| 2017-2018 | Miami      | 54     | 54     | 25,3   | 54,0  | 100,0  | 70,3 | 11,40   | 1,00    | 0,70   | 1,70   | 14,00  |
| 2018-2019 | Miami      | 72     | 53     | 23,3   | 57,1  | 12,5   | 44,9 | 11,30   | 0,80    | 0,60   | 1,90   | 12,30  |
| 2019-2020 | Portland   | 67     | 61     | 30,0   | 62,1  | 57,1   | 68,6 | 13,50   | 1,20    | 0,40   | 2,90   | 15,50  |
| 2020-2021 | Sacramento | 36     | 4      | 15,2   | 56,3  | 00,0   | 51,9 | 6,00    | 0,60    | 0,30   | 1,30   | 8,10   |
| 2021-2022 | Utah       | 65     | 8      | 17,9   | 65,2  | 00,0   | 62,3 | 7,60    | 0,40    | 0,30   | 1,60   | 8,20   |
| Carrière  | Carrière   | 511    | 332    | 24,7   | 58,6  | 30,8   | 60,5 | 10,80   | 0,60    | 0,50   | 2,20   | 12,60  |

#### Playoffs
| Saison   | Équipe   | Matchs | Titul. | Min./m | % Tir | % 3pts | % LF | Rbds/m. | Pass/m. | Int/m. | Ctr/m. | Pts/m. |
| -------- | -------- | ------ | ------ | ------ | ----- | ------ | ---- | ------- | ------- | ------ | ------ | ------ |
| 2016     | Miami    | 10     | 10     | 29,1   | 68,1  | –      | 59,1 | 10,90   | 0,30    | 0,80   | 2,80   | 12,00  |
| 2018     | Miami    | 5      | 5      | 15,4   | 45,0  | –      | 61,5 | 6,00    | 0,20    | 0,00   | 1,20   | 5,20   |
| 2020     | Portland | 5      | 3      | 21,2   | 54,2  | 100,0  | 50,0 | 7,00    | 0,40    | 0,20   | 2,00   | 6,80   |
| 2022     | Utah     | 6      | 0      | 10,8   | 41,7  | –      | 25,0 | 5,20    | 0,00    | 0,30   | 1,30   | 1,80   |
| Carrière | Carrière | 26     | 18     | 20,7   | 59,2  | 100,0  | 56,0 | 7,90    | 0,20    | 0,40   | 2,00   | 7,30   |

## Records sur une rencontre en NBA
Les records personnels d'Hassan Whiteside en NBA sont les suivants, :
| Record de la franchise |

| Type de statistique        | Saison régulière | Saison régulière            | Saison régulière | Playoffs | Playoffs               | Playoffs      |
| Type de statistique        | Record           | Adversaire                  | Date             | Record   | Adversaire             | Date          |
| -------------------------- | ---------------- | --------------------------- | ---------------- | -------- | ---------------------- | ------------- |
| Points                     | 33               | @ Nuggets de Denver         | 12 décembre 2019 | 21       | Hornets de Charlotte   | 17 avril 2016 |
| Paniers marqués            | 15               | @ Nuggets de Denver         | 12 décembre 2019 | 9        | Hornets de Charlotte   | 17 avril 2016 |
| Paniers tentés             | 22               | Magic d'Orlando             | 20 décembre 2016 | 11       | Hornets de Charlotte   | 17 avril 2016 |
| Paniers à 3 points réussis | 1                | 8 fois                      | 8 fois           | 1        | Lakers de Los Angeles  | 24 août 2020  |
| Paniers à 3 points tentés  | 2                | 4 fois                      | 4 fois           | 1        | Lakers de Los Angeles  | 24 août 2020  |
| Lancers francs réussis     | 10               | 2 fois                      | 2 fois           | 7        | @ Hornets de Charlotte | 23 avril 2016 |
| Lancers francs tentés      | 16               | Raptors de Toronto          | 11 avril 2015    | 11       | @ Hornets de Charlotte | 23 avril 2016 |
| Rebonds offensifs          | 11               | Nets de Brooklyn            | 20 novembre 2018 | 5        | Hornets de Charlotte   | 1er mai 2016  |
| Rebonds défensifs          | 19               | 2 fois                      | 2 fois           | 15       | @ Raptors de Toronto   | 3 mai 2016    |
| Rebonds totaux             | 25               | 2 fois                      | 2 fois           | 18       | @ Hornets de Charlotte | 23 avril 2016 |
| Passes décisives           | 7                | Kings de Sacramento         | 4 décembre 2019  | 1        | 6 fois                 | 6 fois        |
| Interceptions              | 4                | @ Trail Blazers de Portland | 5 février 2019   | 3        | @ Raptors de Toronto   | 5 mai 2016    |
| Contres                    | 12               | @ Bulls de Chicago          | 25 janvier 2015  | 5        | 2 fois                 | 2 fois        |
| Balles perdues             | 7                | 2 fois                      | 2 fois           | 4        | 2 fois                 | 2 fois        |
| Minutes jouées             | 47               | Magic d'Orlando             | 20 décembre 2016 | 39       | @ Raptors de Toronto   | 3 mai 2016    |

- Double-double : 261 (dont 7 en playoffs)
- Triple-double : 4

Dernière mise à jour : 16 juillet 2022

## Pour approfondir
- Liste des meilleurs rebondeurs en NBA par saison.
- Liste des meilleurs contreurs en NBA par saison.
- Liste des joueurs de NBA avec 10 contres et plus sur un match.